# Midlum (Szlezwik-Holsztyn)
Midlum (północnofryz. Madlem) – gmina w Niemczech na wyspie Föhr, w kraju związkowym Szlezwik-Holsztyn, w powiecie Nordfriesland, wchodzi w skład urzędu Föhr-Amrum.